# Lucas Aguirre
Lucas Aguirre Juárez (Cuenca, 18 de octubre de 1800-Madrid, 20 de octubre de 1873) fue un empresario y mecenas español, fundador de las Escuelas Aguirre.

## Biografía
Lucas Aguirre nació en Cuenca en 1800. Era el quinto hijo de la conquense Inés Juárez y de Andrés Aguirre, un adinerado comerciante de la localidad burgalesa de Siones. La familia liberal pequeño-burguesa tuvo un negocio de ferretería, otro de fabricación y comercialización de tejidos, y adquirió el servicio de diligencias y correos Madrid-Cuenca.
Durante su etapa en Cuenca, Aguirre, de signo liberal, masón y librepensador, frecuentó reuniones clandestinas y las logias masónicas, y participó en manifestaciones en contra del absolutismo. Luchó contra los carlistas y fue perseguido, encarcelado y reprimido. Aguirre nunca se casó. A los 59 años, dejó Cuenca y se instaló en Madrid, donde se relacionó con la élite cultural y política liberal de la época e inició una fuerte militancia ideológica. Fue miembro de los Amigos del País.

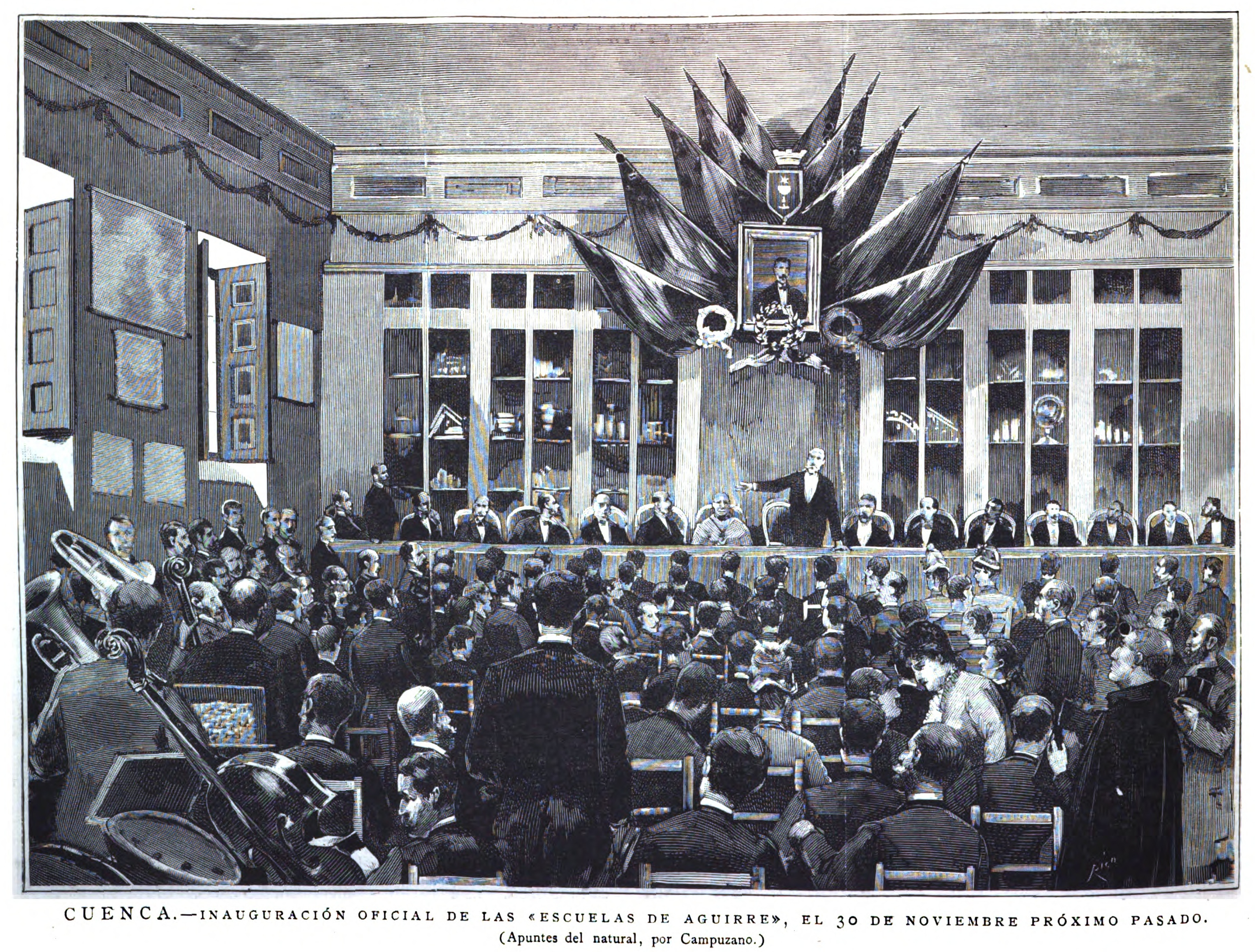
Inauguración en 1886 de las Escuelas Aguirre de Cuenca

Aguirre promovió unas escuelas para niños en Cuenca en la segunda mitad del siglo XIX y creó las Escuelas Aguirre de Siones, Cuenca y Madrid, está última en funcionamiento hasta 1971. Fue impulsor del movimiento pedagógico del krausismo, que después se convirtió en la Institución Libre de Enseñanza. Sus centros educativos seguían la corriente pedagógica de Fernando de Castro y la pestalozziana-froebeliana europea, ya que apostaba por la Escuela Popular. Impulsó las escuelas de párvulos así como la Escuela Normal Superior para la preparación de los maestros.

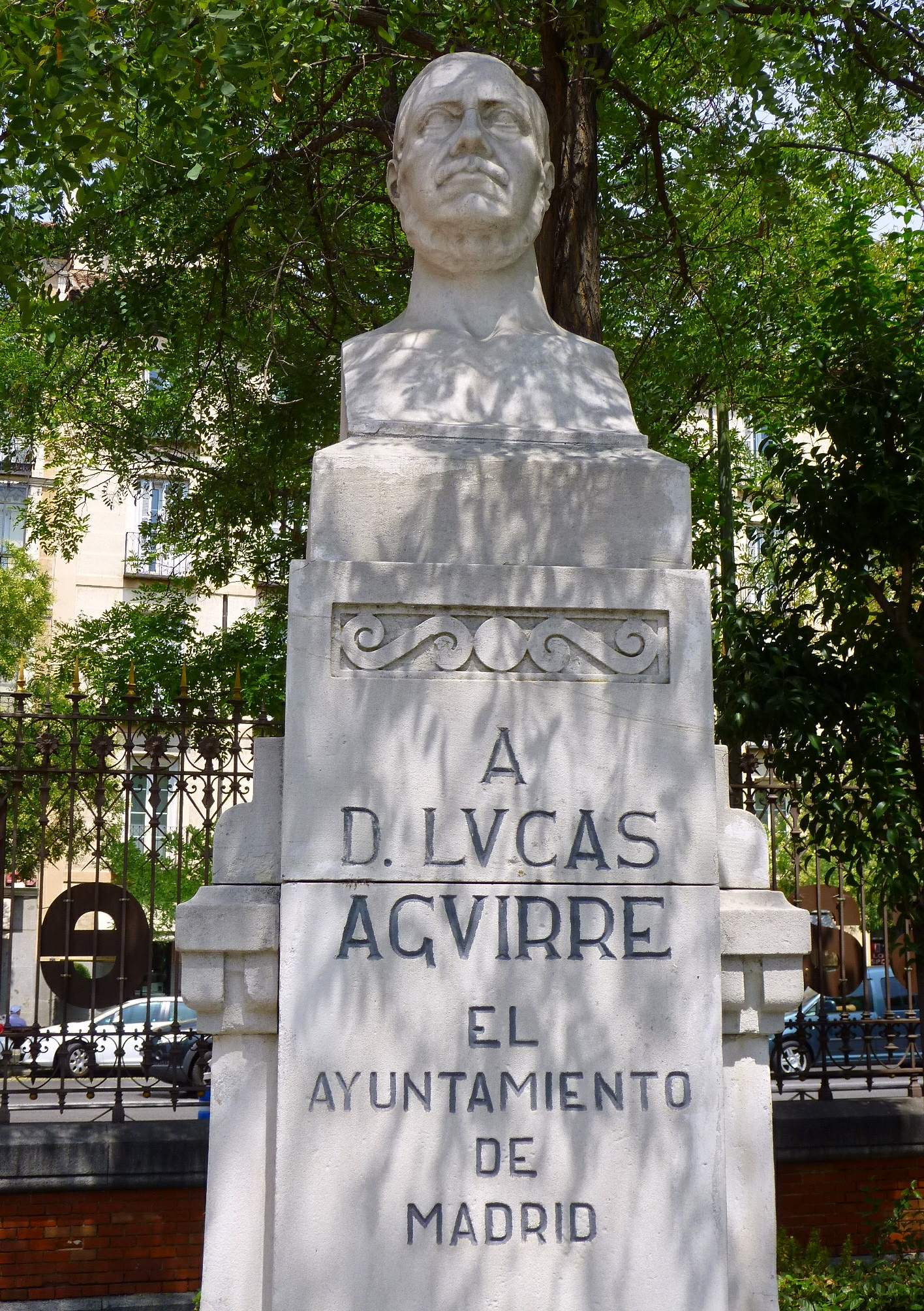
Monumento en Madrid en recuerdo de Lucas Aguirre

Aguirre abogó por una enseñanza para todos y luchó por el derecho de la mujer a la educación. Planteó sus centros de enseñanza para que fueran útiles, con talleres en los que se preparaba y estimulaba al alumnado para la vida, evitando la disciplina de la represión y el autoritarismo. Los castigos fueron sustituidos por el amor como medio educativo y por el estímulo. Abogaba por la búsqueda continua del conocimiento científico, la fraternidad universal y la defensa de una nueva visión del hombre como centro del universo, que años más tarde continuaría la Institución Libre de Enseñanza.
En 1868, tras el triunfo de la Revolución Gloriosa, fue nombrado vocal de la Universidad Central por su rector, Fernando de Castro, que también fue el fundador de la Asociación para la enseñanza popular. Aguirre apoyó la Sociedad Abolicionista Española de la esclavitud y la Asociación para la Enseñanza de la Mujer. Además, creó becas de estudio para las niñas y los niños.
En su testamento, hizo herederos universales a los pobres para su educación, y nombró como albaceas a Manuel María de Galdo y a Fernando de Castro. Tras su fallecimiento, este testamento fue muy contestado y su legado pedagógico no llegó a completarte hasta principios del siglo XX.

## Reconocimientos

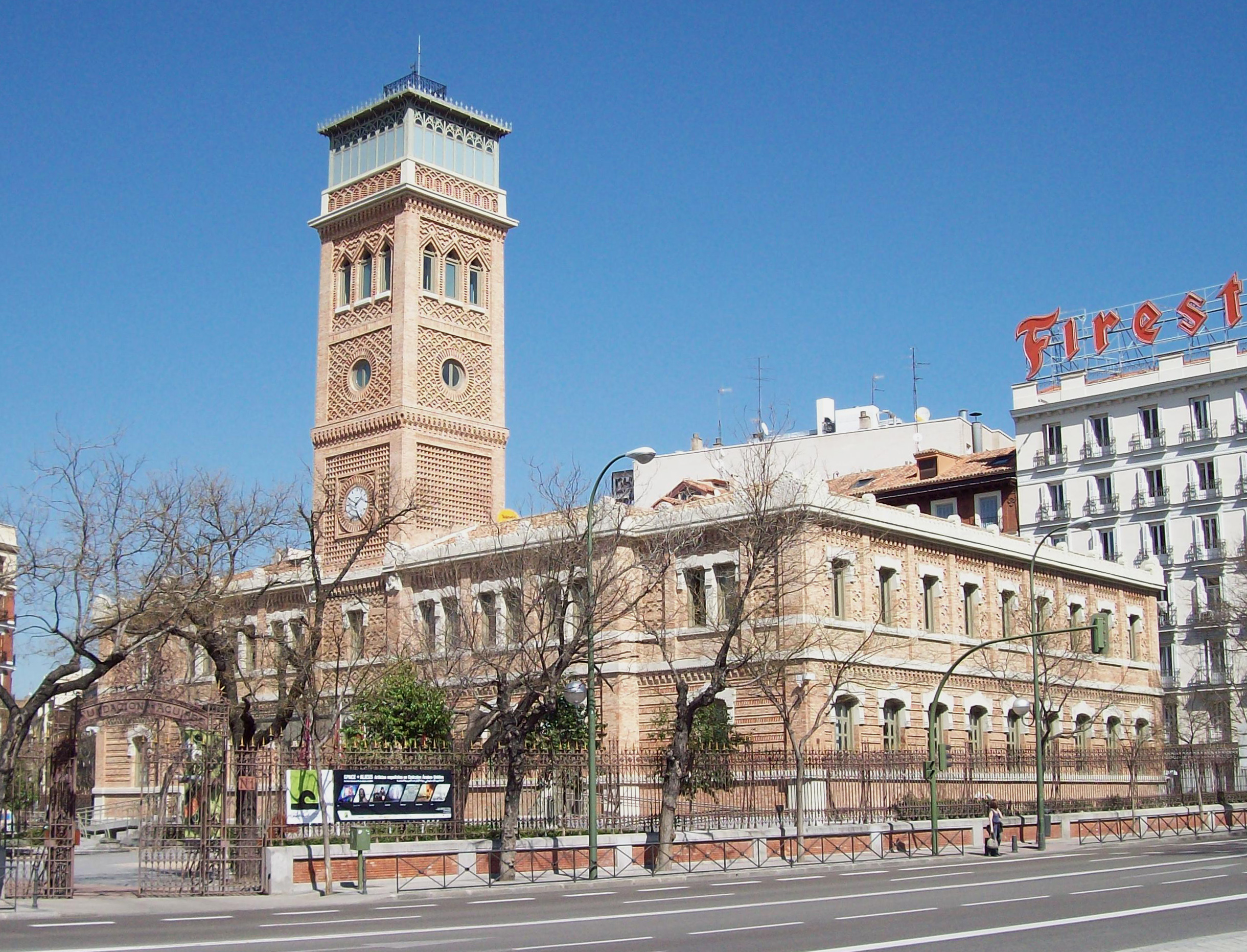
Antiguas Escuelas Aguirre de Madrid, en la actualidad ocupadas por la Casa Árabe.

Fue nombrado benemérito de la patria a los treinta y siete años de edad. En 1871 recibió la Gran cruz de Isabel la Católica.  En 1927, se instaló una placa conmemorativa y un monumento de Aguirre en el parque de San Julián en Cuenca del escultor Luis Marco Pérez. Además, en esa ciudad se nombró una calle con el nombre de Lucas Aguirre. En Madrid se instaló una estatua de Aguirre en la calle O'Donnell.